# Due Trinità
Le due Trinità (o Sacra Famiglia di casa Pedroso) è un dipinto di Bartolomé Esteban Murillo realizzato a olio su tela 207 × 193 cm. È conservata alla National Gallery di Londra.

## Storia
Il dipinto è citato per la prima volta da Antonio Palomino, il principale biografo di Murillo, che lo vide nel 1708 a Cadice tra le opere di Carlos Francisco Colarte, marchese di Pedroso; era ancora nelle collezioni dei Pedroso agli inizi del XIX secolo e venne acquistato a Siviglia da James Campbell per conto del mercante d'arte William Buchanan. La tela giunse in Inghilterra nel gennaio 1810.
Il quadro divenne poi proprietà di Thomas Bulkeley Owen e nel 1837 venne acquistato dalla National Gallery di Londra insieme al Serpente di bronzo di Peter Paul Rubens.

## Descrizione
Il soggetto iconografico è piuttosto raro e ricorre qualche volta nell'arte fiamminga e spagnola è ispirato all'episodio evangelico del ritrovamento di Gesù adolescente da parte di Maria e Giuseppe nel tempio di Gerusalemme, quando rivela loro la sua vocazione ("Non sapevate che io devo occuparmi delle cose del Padre mio?" Lc 2, 49).
Il pittore risolve il problema compositivo imposto dal tema grazie all'adozione di uno schema basato sul triangolo. La figura di Gesù si trova sia al vertice del triangolo che comprende il Padre e lo Spirito Santo (la Trinità celeste), sia al vertice di quello che racchiude le figure della Vergine e di san Giuseppe (la trinità terrena). La separazione tra sfera celeste e mondo terreno è chiara: solo Cristo emerge al di sopra della metà inferiore del dipinto.
Grazie alla caratterizzazione umana dei personaggi sacri l'impostazione compositiva non si risolve in uno sterile schema dottrinale: la dolcezza dell'immagine della Vergine, che guarda affettuosamente il Gesù, e di Giuseppe, che rivolge lo sguardo allo spettatore invitandolo a partecipare alla scena sacra, testimoniano la sensibilità religiosa del pittore, che riesce a rendere la divinità un'entità vicina e accessibile.
La cromia del dipinto, basata sull'accostamento luminoso di tinte delicate, contribuisce a rendere l'atmosfera dell'opera intimamente raccolta.